# 淑女の夢は万華鏡
「淑女の夢は万華鏡」（レディーのゆめはまんげきょう）は、奥菜恵の5枚目のシングル。1997年5月28日に日本コロムビアから発売された。

## 概要
- フジテレビ系アニメ『こちら葛飾区亀有公園前派出所』の3代目エンディングテーマである[1]。
- CDのジャケットはこち亀のヒロインの秋本・カトリーヌ・麗子を中心に主人公の両津勘吉と中川圭一が描かれており、裏側には奥菜恵本人が写っている。
- こち亀のエンディングテーマとして1997年5月4日から翌年2月22日まで流れた。その際の映像は、スタッフロールの背景として秋本・カトリーヌ・麗子が、イブニングドレス姿や、制服姿、バイクレーサー、テニスプレイヤー、浴衣姿などの様々なコスプレを披露した。ちなみにプリクラや万華鏡の映像も流れた。
- この歌は、原作が少年誌連載にもかかわらず日本コロムビアの『最新テレビまんが&映画ヒットパレード 女の子向け』にも収録された。因みに、この歌と同時期にこのアニメのオープニングで流れていた「葛飾ラプソディー」は、『最新テレビまんが&映画ヒットパレード 男の子向け』に収録されている。

## 収録曲
（全編曲：岩本正樹）
1. 淑女の夢は万華鏡 [4:33]
作詞：森雪之丞、作曲：佐橋俊彦
2. Spring Field [4:46]
作詞：夏野芹子、作曲：山口美央子
3. 淑女の夢は万華鏡 (original karaoke) [4:32]

## 収録アルバム
| 曲名             | 収録アルバム                                       | 発売日         | 規格品番     | 備考                                        |
| ---------------- | -------------------------------------------------- | -------------- | ------------ | ------------------------------------------- |
| 淑女の夢は万華鏡 | 『こちら葛飾区亀有公園前派出所 音楽集 弐』         | 1997年8月21日  | COCC-14450   | 「淑女の夢は万華鏡 (TVサイズ)」として収録。 |
| 淑女の夢は万華鏡 | 『i・n・g』                                        | 1998年4月1日   | COCA-14916   |                                             |
| 淑女の夢は万華鏡 | 『最新テレビまんが&映画ヒットパレード 女の子向け』 | 1998年6月20日  | COCC-15186/7 |                                             |
| 淑女の夢は万華鏡 | 『こち亀百歌選 〜主題歌ベストコレクション〜』      | 2003年]3月19日 | PCCA-01869   |                                             |
| Spring Field     | 『STAIRS -The Best Songs-』                        | 1998年9月1日   | COCP-30047   |                                             |